# Typhonia ochrocoma
Typhonia ochrocoma is een vlinder uit de familie van de zakjesdragers (Psychidae). De wetenschappelijke naam van de soort is, als Melasina ochrocoma, voor het eerst geldig gepubliceerd in 1894 door Edward Meyrick. De combinatie in Typhonia werd in 2011 door Sobczyk gemaakt.

## Type
- syntypes: 6 exemplaren
- instituut: BMNH, Londen, Engeland
- typelocatie: "Upper Burma, Koni"